# Homalia pennatula
Homalia pennatula là một loài Rêu trong họ Neckeraceae. Loài này được (Mitt. ex Dixon) S. He & Enroth miêu tả khoa học đầu tiên năm 1995.